# 小柳良寛
小柳 良寛（こやなぎ りょうかん、4月3日 - ）は、日本の男性声優。千葉県出身。東京俳優生活協同組合所属。

## 人物
2009年、映像テクノアカデミア卒業。2010年に東京俳優生活協同組合所属。
免許・資格は普通自動車運転免許。趣味はサッカー、バドミントン。声域はローバリトン。

## 出演
太字はメインキャラクター。

### テレビアニメ
2011年
- そふてにっ（生徒）

2012年
- 爆TECH!爆丸（ダガオドス）
- BTOOOM!（男）
- めだかボックス アブノーマル（直方賢理）
- ヨルムンガンド（グレゴワール）

2013年
- 宇宙兄弟（ハロルド）
- 俺の彼女と幼なじみが修羅場すぎる（出演者）
- THE UNLIMITED 兵部京介（クルー、警視監）
- BROTHERS CONFLICT（コーチ）

2014年
- 黒執事 Book of Circus（ジャンボ）
- ディーふらぐ!（室見）
- ディスク・ウォーズ:アベンジャーズ（パワーマン）
- ノーゲーム・ノーライフ（観衆）

2015年
- ダンジョンに出会いを求めるのは間違っているだろうか（2015年 - 2025年、オッタル） - 4シリーズ

2016年
- アクティヴレイド -機動強襲室第八係- 2nd（舎弟）

2017年
- 幼女戦記（ビアント）
- タイムボカン24（ミロン）
- ソード・オラトリア ダンジョンに出会いを求めるのは間違っているだろうか外伝（オッタル）
- ナイツ&マジック（モルテン・フレドホルム）

2018年
- ドラえもん（テレビ朝日版第2期）（2018年、ルパン、スパイごっこセット）
- キリングバイツ（城戸剛〈パンゴリン〉）
- ソードアート・オンライン オルタナティブ ガンゲイル・オンライン（2018年 - 2024年、ボルド） - 2シリーズ
- 蒼天の拳 REGENESIS（サガ・ナギット）
- 転生したらスライムだった件（オークジェネラルA）

2019年
- けだまのゴンじろー（水族館館長）
- ありふれた職業で世界最強（2019年 - 2022年、ティオの父、ハルガ） - 2シリーズ

2020年
- 宝石商リチャード氏の謎鑑定（伯爵）
- 名探偵コナン（梶浦勇人）
- キングスレイド 意志を継ぐものたち（2020年 - 2021年、ナレーション、アンデッド4）

### 劇場アニメ
- 劇場版 幼女戦記（2019年、セヴラン・ビアント[8]）
- 劇場版 ダンジョンに出会いを求めるのは間違っているだろうか -オリオンの矢-（2019年、オッタル）

### ゲーム
2011年
- ガチトラ! 〜暴れん坊教師 in High School〜（大神組構成員）

2014年
- 第3次スーパーロボット大戦Z 時獄篇

2015年
- クイズRPG 魔法使いと黒猫のウィズ（2015年 - 2016年、ユリウス・ヒルベルト、イグノビリウム他）
- 白猫プロジェクト（カグツチ）
- スーパーロボット大戦BX

2017年
- ダンジョンに出会いを求めるのは間違っているだろうか〜メモリア・フレーゼ〜(オッタル)
- 千の刃濤、桃花染の皇姫（ウォーレン・ヴァレンタイン）

2019年
- 共闘ことばRPG コトダマン（オークジェネラル）

2023年
- 信長の野望 出陣（上杉景勝、下間頼廉、真柄直隆）

### テレビドラマ
- 嫌われ監察官 音無一六 season1 第7話（2022年6月17日、テレビ東京）

### ドラマCD
- 十五少年漂流記 〜二年間の夏休み〜（2011年、ホーブス）

### 吹き替え

#### 映画
- アイアンマン3
- インファナル・ディール 野蛮な正義（ノークス〈ビル・デューク〉）
- エリジウム
- オブリビオン（フライトレコーダーの声）
- シンドバッド 7つの冒険と海神ポセイドン
- スター・トレック イントゥ・ダークネス
- ビッグ・ガン ※ニュージャパンフィルム版
- 47RONIN（門衛）
- ラッシュ/プライドと友情（イタリア語実況アナ）

#### ドラマ
- ARROW/アロー
- クリミナル・マインド 特命捜査班レッドセル
- 項羽と劉邦 King's War
- CSI:科学捜査班
- デクスター 警察官は殺人鬼
- パワーレンジャー SUPER SAMURAI（マルダン）
- ペク・ドンス（イム・スウン 他）
- ヤング・スーパーマン シーズン7（ハンス）
- レバレッジ 〜詐欺師たちの流儀

#### テレビ番組
- アメリカン・ビンテージ大修復!ビフォー&アフター（リック・デール）

#### アニメ
- SLUGTERRA
- モンスター・ホテル（ハエ男）
- ヤング・ジャスティス

### 特撮
- 手裏剣戦隊ニンニンジャーVS仮面ライダードライブ 春休み合体1時間スペシャル（2015年、ヒルカメレオンの声）
- dビデオスペシャル 仮面ライダー4号（2015年、ヒルカメレオンの声）

### ナレーション
- キャリア〜掟破りの警察署長〜
- 柴田地球防衛隊〜地球を守るのは僕らだ〜
- SiM PANDORA SPECIAL
- スーパーサッカー
- TVチャンピオン極 〜KIWAMI〜
- テレメンタリー 71年目の17分〜オバマ広島訪問は“歴史の岐路”になるか〜
- 夏目☆記念日
- フジロック20周年記念特番
- ブライアンズタイム〜日本の競馬に残した偉大な功績〜
- MOTOR GAMES
- UKFC on the Road 2016
- LUNA SEA SPECIAL

### ボイスオーバー
- 射撃王 〜10万ドルを手にするのは誰だ〜2
- 絶滅危惧種の真実
- 陸海空 こんな時間に地球征服するなんて

### シリーズ一覧
1. ↑  第1期（2015年）、第2期『II』（2019年）、第3期『III』（2020年）、第5期『V 豊穣の女神篇』（2024年 - 2025年）
2. ↑  第1期（2018年）、第2期『II』（2024年）
3. ↑  1st season（2019年）、2nd season（2022年）